# Haworthia devriesii
Haworthia devriesii är en grästrädsväxtart som beskrevs av Ingo Breuer. Haworthia devriesii ingår i släktet Haworthia och familjen grästrädsväxter. Inga underarter finns listade i Catalogue of Life.